# 天津地铁
天津地铁，又称天津轨道交通，是服务于中华人民共和国天津市的城市轨道交通系统，其第一条线路是1970年4月7日是以备战为目的，以天津市墙子河改造工程的名义立项的，又称“7047工程”，于1976年1月试运营，是中国大陆第二条投入运营的地铁线路。天津也因此成为中国大陸第二座开通地铁的城市。
截至2025年7月8日，天津轨道交通线网已开通营运11条线路，总里程约355公里，车站249座。其中，1、2、3、4、5、6、8、10、11号线及津静线服务中心城区、环城四区及静海区，9号线连通中心城区和滨海新区。此外，天津轨道交通的近期规划达到513公里，远期规划则达到1380公里。

## 历史沿革

天津轨道交通历史线路动态图（1977-2022）

天津地铁早期标志

### 1960年-2001年：既有线“7047工程”

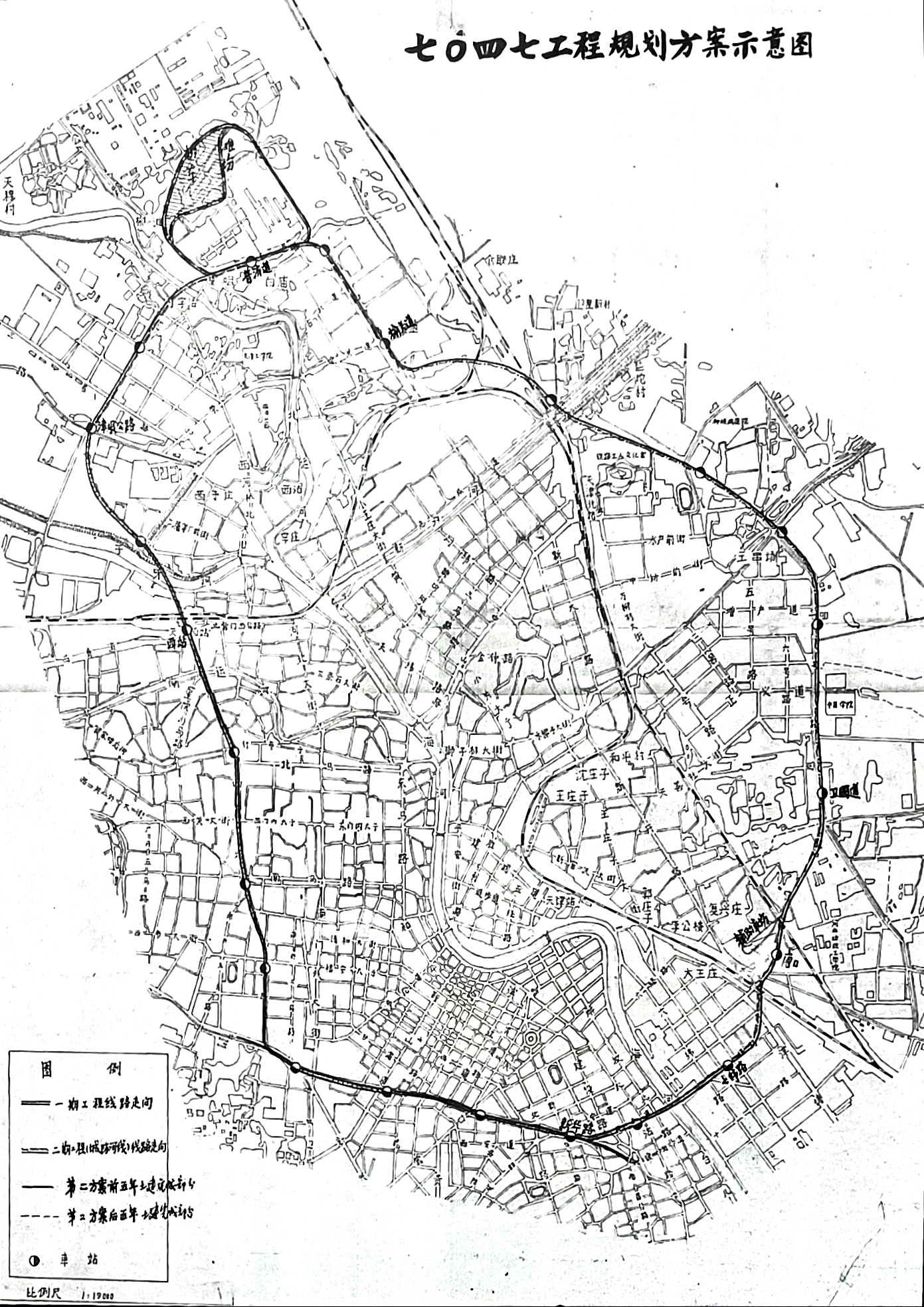
七〇四七工程规划方案示意图

1960年代末，中苏交恶备战备荒的背景下，受到北京修建战备通道的影响。天津市革委会决定在市内修建战备地下通道和海河战备浮桥两项备战工程。1970年4月7日，在向中央政府申请拨款建地铁未果的情况下，天津市决定自行筹款以备战通道为目的，以“天津市墙子河改造工程”的名义立项，又称“7047工程”，这是现在天津地铁1号线的前身。“7047工程”是在天津原墙子河河床的基础上建设一条宽50米的柏油马路，同时在沿线的地下通道内建设铁路，成为地铁。1970年6月5日，“7047工程”工程正式开工。1973年10月1日，墙子河改造工程的大营门至海光寺段地下通道和地上胜利路（今南京路）路面铺设完工，全长3.6公里。
1975年11月16日，北京地铁工程指挥部划拨天津的4辆长春生产的电动客车运抵天津。1976年1月，天津地铁新华路至海光寺段试通车，成为中国大陆继北京之后第二条建成的地铁，由天津市地下铁路管理处负责管理。1976年10月10日，天津市地下铁路通车营运，设新华路、营口道、电报大楼（今鞍山道）、海光寺等站，共3.6公里。但由于停缓建政策、唐山大地震的影响和资金的限制，被迫停建。
1979年，天津地铁重新启动建设，并开通二纬路站和西南角站，里程达到5.2公里。1984年12月6日，国务院下发《关于天津市进一步实行对外开放的报告的批复》，同意就与外商合作兴建天津至塘沽的轻轨高速电车及其他能显著改善交通条件的重大项目积极开展对外洽谈，待有具体的可行性方案时，上报国家审批。1984年12月28日，西北角站和西站开通，天津地铁总里程达到了7.4公里。天津地铁既有线虽然较短，但经过多年的试营运已经证明天津地铁的建设对缓解地面交通起到了一定的积极作用，已经成为天津市的一条重要的交通线。据统计，平均日载客量在1万人左右，历史最高日客运量曾达6.1万人次。1988年10月19日，大沽南路土城段至珠江道财经学院的天津地铁高架段环境影响的评价通过鉴定，在中国首创高架的工程方案，但迟迟未能开建。同年，年载客量最高为1154万人次。1995年12月28日，国务院办公厅发布《国务院办公厅关于暂停审批城市地下快速轨道交通项目的通知》，要求已批准立项和原则同意建设的天津、青岛、南京等城市的地铁项目和沈阳轻轨项目停止对外签约，国家计委暂停审批可行性研究报告和开工。

### 2001年-2012年：联网时期

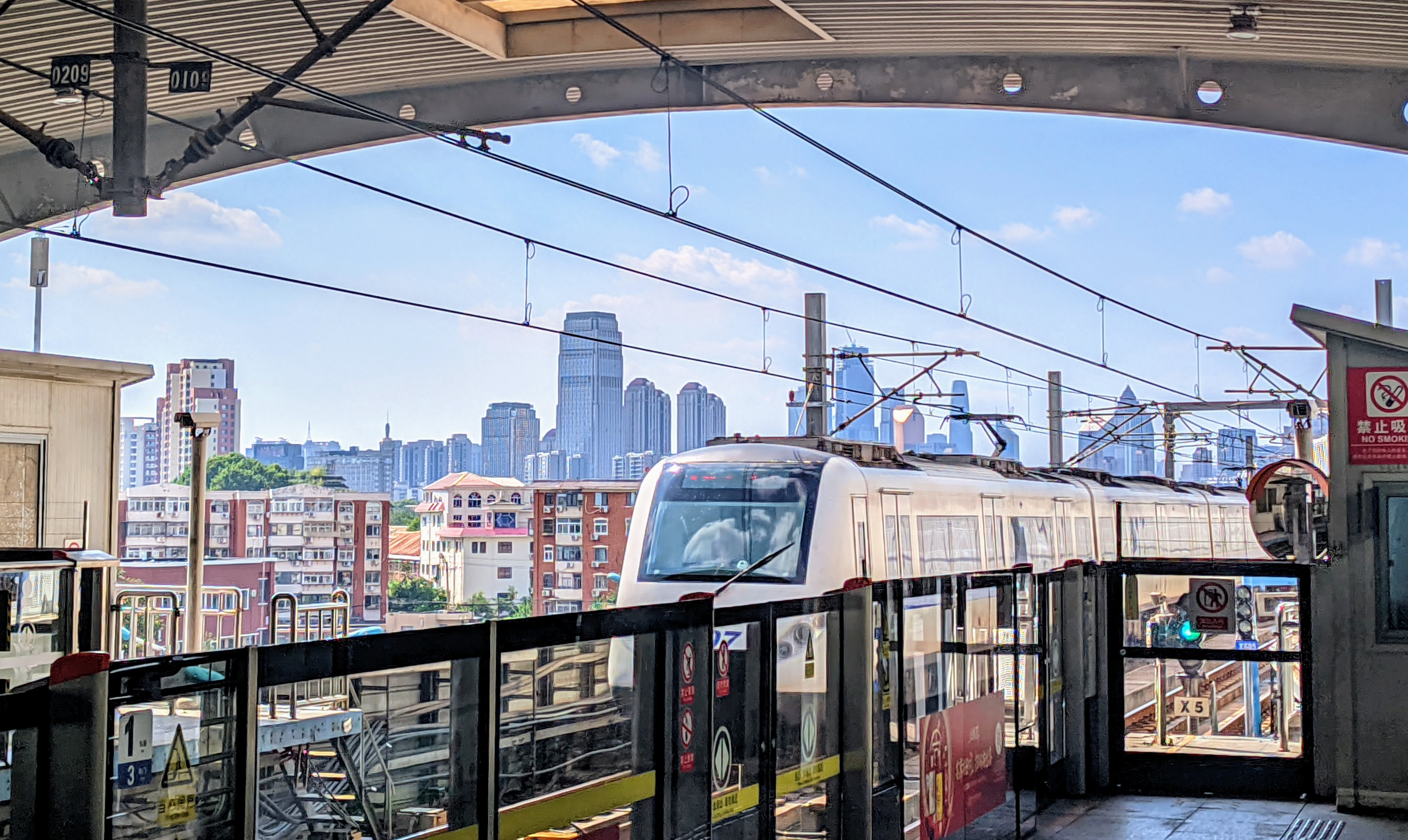
津滨轻轨9号线中山门站

2001年1月18日，天津滨海快速交通发展有限公司成立，同年5月18日，天津地铁9号线暨津滨轻轨开始建设。2001年10月9日，天津地铁既有线停止营运进行改造，至2004年3月28日9号线一期试运营期间，天津地铁没有任何处于运营的线路。
天津地铁1号线改造工程于2002年11月21日正式开工，并于2005年12月28日建成通车，原定于2006年3月28日开始观光性试营运，执行3元单一票价，但3月28日地铁车站贴出通知，观光性试运行未能照计划进行。最终于2006年6月12日开始载客试营运。改造后的地铁1号线分别往双向延伸至了刘园站、双林站，而既有线原东端终点站新华路站被永久关闭，成为中国大陆第一个永久关闭的地铁站。官方说法为因此站与小白楼站的间距过近而被关闭。亦有人指出此站关闭很可能因为与天津市委市政府地下构建物相连通，不便进行改造。
2006年和2007年，天津地铁2号线和3号线相继开工建设。但由于建国道透水事故以及津湾广场透水事故导致了工期延误，2号线于2012年7月1日开通，但由于建国道站透水区间改建，2号线2013年3月28日前都处于分段运营状态，3号线于2012年10月1日试运营，同年10月15日，天津地铁9号线延长至天津站区段正式开通，结束了不与其他线路联网换乘的局面，天津地铁“女”字型的市区线路框架基本形成。

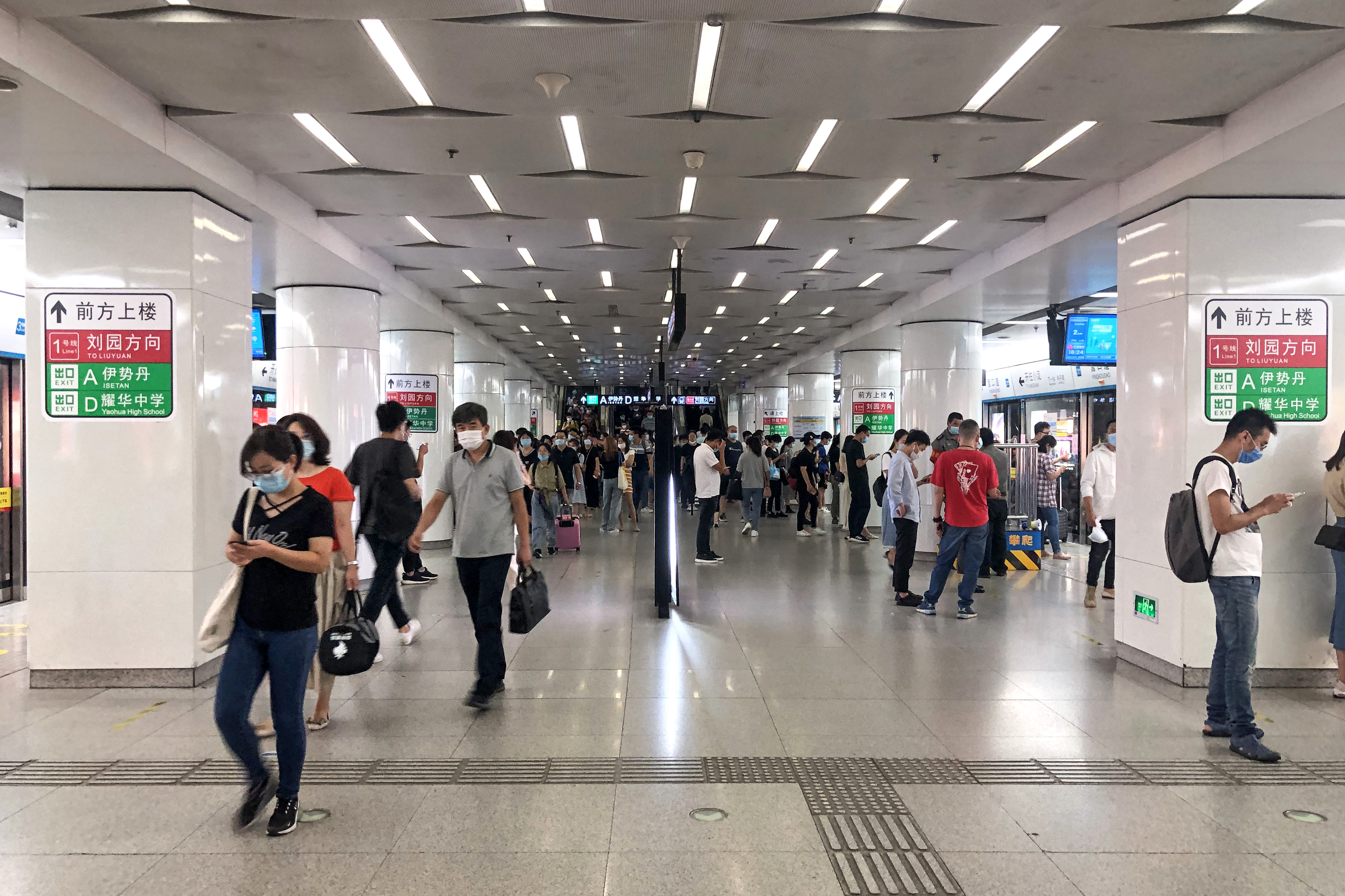
地铁1号线和3号线的换乘站——营口道站

### 2012年至今：后续发展
2009年12月，天津市地铁5、6号线工程可行性研究报告通过发改委批准，但未能开建，2012年6月，5、6号线及6号线延伸线工程可行性研究报告重新通过发改委批准，随后天津地铁5、6号线开工建设，同年，地铁3号线延伸至天津南站工程与地铁2号线延伸至滨海国际机场工程陆续开工，分别于2013年12月28日与2014年8月28日投入运营，至此，天津市区四个客运火车站与机场均开通了接驳轨道交通。
2013年11月，国家发改委同意将1号线向东延伸至津南区国家会展中心，项目于同年开工，但由于国家会展中心项目暂缓，1号线东延项目车站土建完工后暂时停工，2016年项目重新启动，为了配合东延施工，双林站于2016年12月31日停运改造，拆除原地面站改造为半地下站。
2014年7月，由天津市地下铁道集团有限公司和天津滨海快速交通发展有限公司合并重组成的天津轨道交通集团有限公司成立，统一负责天津全市范围内的轨道交通线路修建及运营工作，但各线路仍由两家子公司分别运营，车厢内线路图及广播、服务热线、车站设计细节等均有所不同。
2015年9月14日，国家发展改革委批复了天津市城市轨道交通第二期建设规划（2015～2020年），规划中包含3号线南延（批复时已建成）、7号线一期、8号线一期、10号线一期、11号线一期、Z2线一期、Z4线一期和B1线一期等8个项目，总长约228.1公里。随后，二期规划中的4号线南段与10号线一期首先开工。
2015年8月12日，天津港爆炸事故发生，地铁9号线车辆控制中心和东海路站受损严重，次日宣布暂停运营。2016年6月，9号线恢复至市民广场站的运营。同年8月6日，地铁6号线一期首开段8个站开通，12月31日，地铁6号线一期北段与修复后的9号线全线开通运营。
2018年4月26日，地铁6号线一期全线开通试运营。10月22日，地铁5号线开通试运营，天津市区放射+环状地铁线网基本形成。12月3日，地铁1号线东延线双林站和李楼站开通试运营。
2019年1月31日，地铁5号线北辰科技园北站开通。同年12月28日，地铁1号线东延线高庄子站、国家会展中心站、国瑞路站和东沽路站开通运营。
2021年12月7日，地铁5号线李七庄南站开通。同年12月28日，地铁4号线南段及地铁6号线二期开通运营。
2022年11月18日，地铁10号线开通运营。
2023年12月28日，地铁11号线开通运营。
2024年7月1日，地铁1号线双桥河站开通。同年9月28日，市域铁路津静线开通运营。2024年12月28日，地铁11号线西段开通运营，文化中心站成为继天津站后天津地铁的第二座三线换乘站。
2025年7月8日，地铁4号线北段开通运营。

## 运营线路

天津地铁线路示意图，截至2025年7月8日

| 線路名稱 | 線路名稱 | 首段通车日期   | 最近延伸日期   | 起点站 / 终点站 | 起点站 / 终点站 | 長度（千米） | 车站数     | 车辆段/停车场             | 列车编组 |
| -------- | -------- | -------------- | -------------- | --------------- | --------------- | ------------ | ---------- | ------------------------- | -------- |
|          | 1号线    | 1984年12月28日 | 2024年7月1日   | 刘园            | 双桥河          | 42.227       | 29         | 劉園停車場 双桥河车辆段   | 6B       |
|          | 2号线    | 2012年7月1日   | 2014年8月28日  | 曹庄            | 滨海国际机场    | 27.157       | 20         | 曹庄停车场 李明庄车辆段   | 6B       |
|          | 3号线    | 2012年10月1日  | 2013年12月28日 | 小淀            | 南站            | 33.7         | 26         | 小淀停车场 高新区车辆段   | 6B       |
|          | 4号线    | 2021年12月28日 | 2025年7月8日   | 东南角          | 新兴村          | 19.4         | 14         | 民航大学车辆段            | 6B       |
| 小街     | 4号线    | 2021年12月28日 | 2025年7月8日   | 西站            | 20              | 16           | 小街停车场 |                           | 6B       |
|          | 5号线    | 2018年10月22日 | 2024年9月28日  | 北辰科技园北    | 京华东道        | 36.1         | 29         | 梨园头车辆段 双街停车场   | 6B       |
|          | 6号线    | 2016年8月6日   | 2021年12月28日 | 南孙庄          | 渌水道          | 43.6         | 39         | 大毕庄车辆段 尖山路停车场 | 6B       |
|          | 8号线    | 2021年12月28日 | 不適用         | 渌水道          | 咸水沽西        | 13.42        | 9          | 海河教育园车辆段          | 6A       |
|          | 9号线    | 2003年9月30日  | 2016年12月31日 | 天津站          | 东海路          | 52.759       | 21         | 新立停车场 胡家园车辆段   | 4B       |
|          | 10号线   | 2022年11月18日 | 不適用         | 于台            | 屿东城          | 21.18        | 21         | 梨园头车辆段              | 6B       |
|          | 11号线   | 2023年12月28日 | 2024年12月28日 | 水上公园西路    | 东丽六经路      | 22.6         | 21         | 七经路车辆段              | 6B       |
|          | 津静线   | 2024年9月28日  | 不適用         | 京华东道        | 团泊医学园      | 13.4         | 4          | 梨园头车辆段              | 6B       |

### 1号线

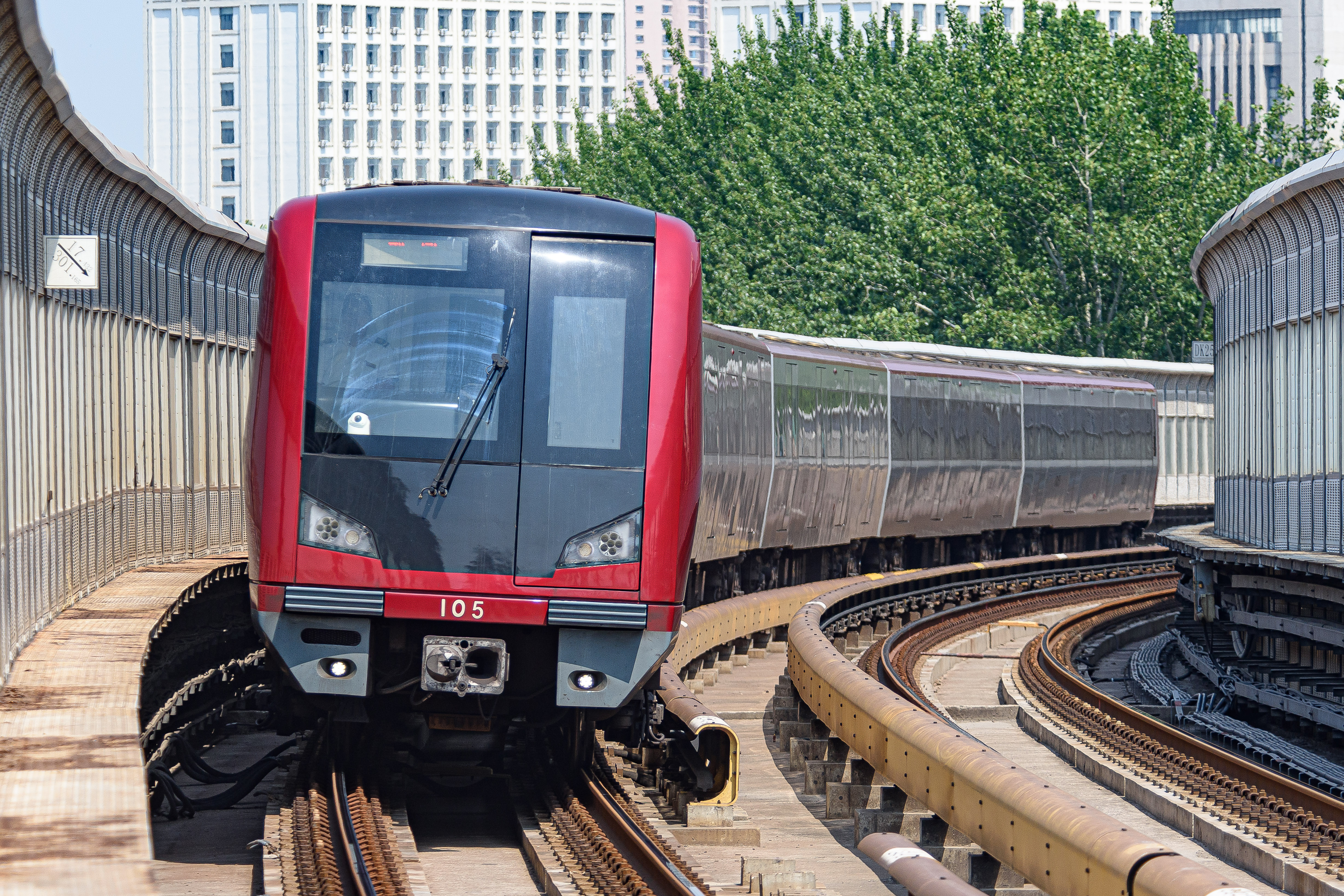
1号线财经大学站的列车

天津地铁一号线是天津市快速轨道交通网中连接北辰区刘园站和津南区东沽路站的南北骨干线，于2002年11月21日开工建设，历经约4年时间改造，于2005年12月28日建成通车，2006年6月12日开始载客试营运。正线全长26.188公里，其中高架线8.743公里，地面线1.509公里，过渡线0.558公里，地下线15.378公里（包括既有线7.335公里）。1号线共设29座车站。而受到既有线的影响，地铁1号线海光寺站到鞍山道站（原既有线电报大楼站）区间成为了世界上最浅的地铁，最浅处距地面仅2米。其中，西站可换乘4号线、6号线，西南角站可换乘2号线，营口道站可换乘3号线，下瓦房站可换乘5号线，财经大学站可以换乘10号线。
天津地铁1号线东延至国家会展中心项目全长15.86千米，建设车站11座，双桥河车辆段1座，改扩建劉園停車場。该工程预计于2016年12月竣工。为配合东延工程，双林站于2016年12月28日至2018年12月2日停运。2018年12月3日，东延线双林站及李楼站开通试运营，2019年12月28日高庄子站、北洋村站、国展路站、东沽路站开通试运营。1号线东延线竣工后，成为海河中游地区到中心城区的骨干交通线路。2023年7月31日，1号线洪泥河东站正式开通运营。2024年7月1日，1号线双桥河站正式开通运营。

### 2号线

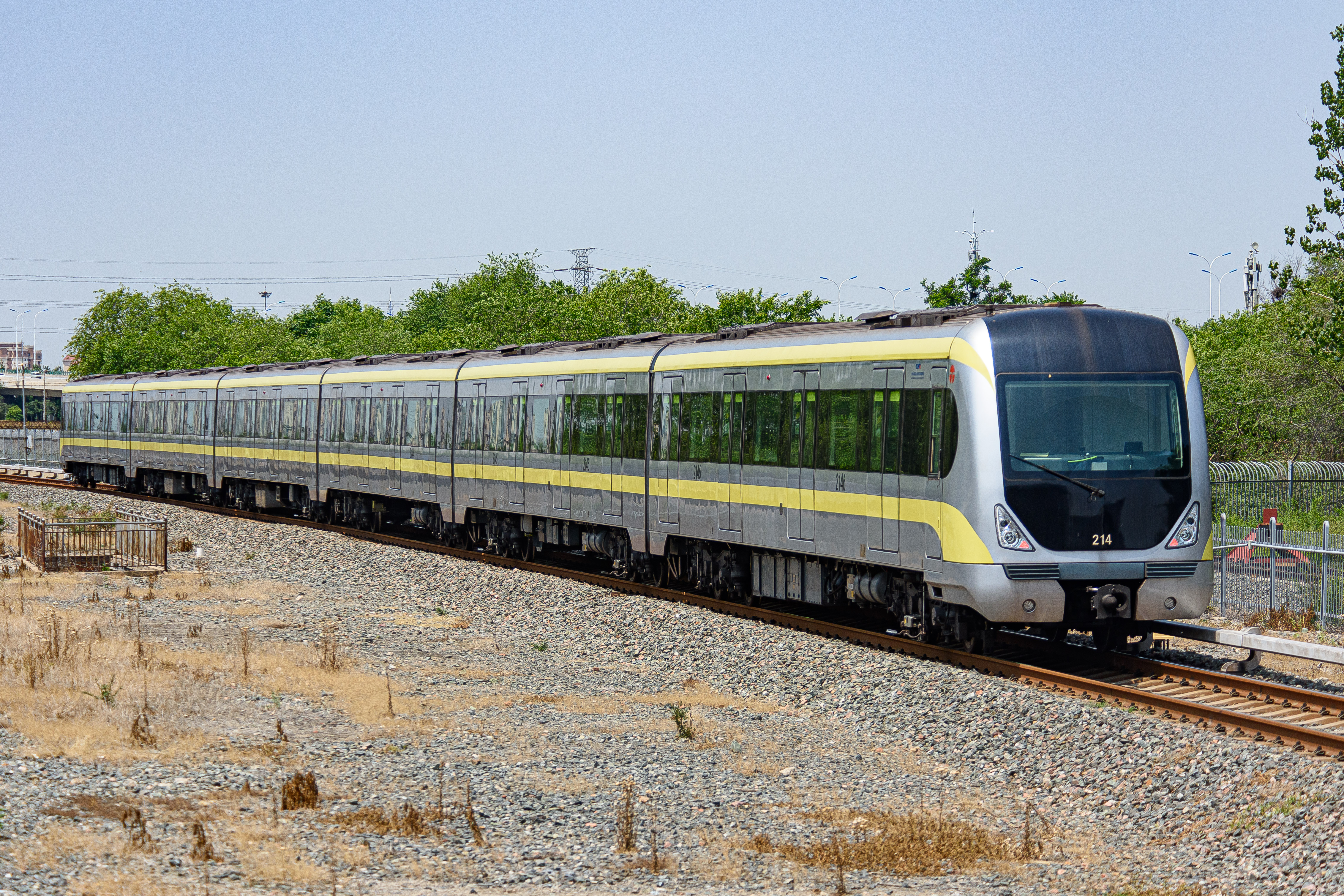
2号线空港经济区站的列车

天津地铁2号线是天津市快速轨道交通网中的东西骨干线，于2006年开工建设，正线全长22.657公里，全线共设19座车站，其中地下站17座、半地面站1座、地面站1座。这19座车站的站台除曹庄站为半地面站侧式站台和天津站站为地下站侧式站台之外全为地下站岛式站台。天津地铁2号线西起西青区曹庄，东至东丽区滨海国际机场，设曹庄、滨海国际机场等20座车站。其中，长虹公园站可换乘六号线，西南角站可换乘1号线，天津站站可换乘3号线、9号线，靖江路可换乘5号线。
天津地铁2号线于2011年8月12日在李明庄车站进行了试车。该线路原本的预计开通时间为2011年末，但由于2011年5月6日发生的建国道区间渗水事故，导致通车时间延期。二号线于2012年7月1日实行东西分段试营运，2013年8月28日，天津地铁二号线开始全线贯通营运。
天津地铁2号线向东延长至滨海国际机场站工程全长4.48公里，其中地下线4.05公里，地面线0.43公里；设地下站1座。2号线东延线于2014年8月28日开通，成为了天津机场的机场联络轨道系统。

### 3号线

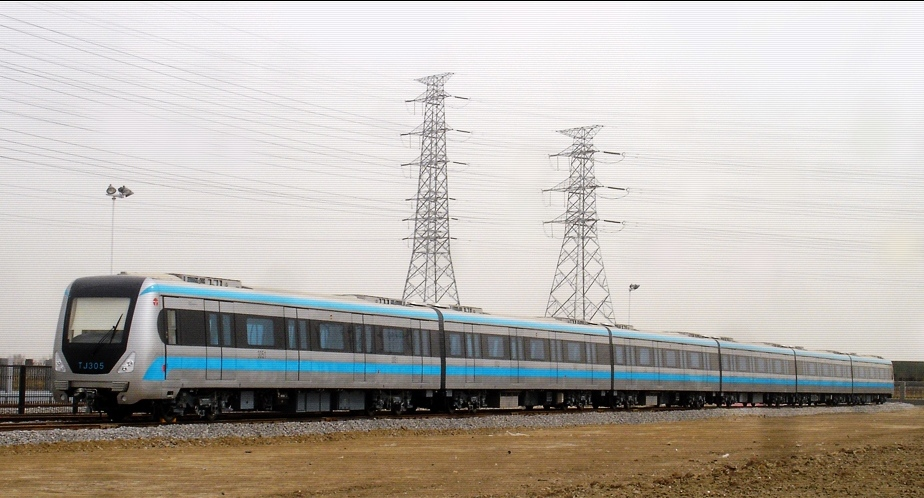
天津地铁3号线列车

天津地铁3号线于2007年开工建设，2012年10月1日全线开通试营运，正线全长34公里，是天津市快速轨道交通网中的南北骨干线，途径华苑产业园区、水上公园、周邓纪念馆、天塔、津湾广场、天津站、天津北站及北宁公园等地标。天津地铁3号线设南站、小淀等共26座车站，地下站18座、高架站7座、地面站1座。其中，红旗南路站可换乘6号线，营口道站可换乘1号线，天津站站可换乘2号线、9号线，北站站可换乘6号线，张兴庄站可换乘5号线。。天津地铁3号线与天津地铁2号线合设1座主控制中心。天津地铁3号线原计划2011年年底开通试营运，但由于2009年解放橋站（今:津湾广场站）发生透水事故，大大延缓了3号线工期。天津地铁3号线已经于2012年10月1日全线开通试营运。
3号线南延长至西青区天津南站工程全线采用高架方式，共设车站3座，全长4.1公里，已于2013年12月28日开通营运。

### 4号线

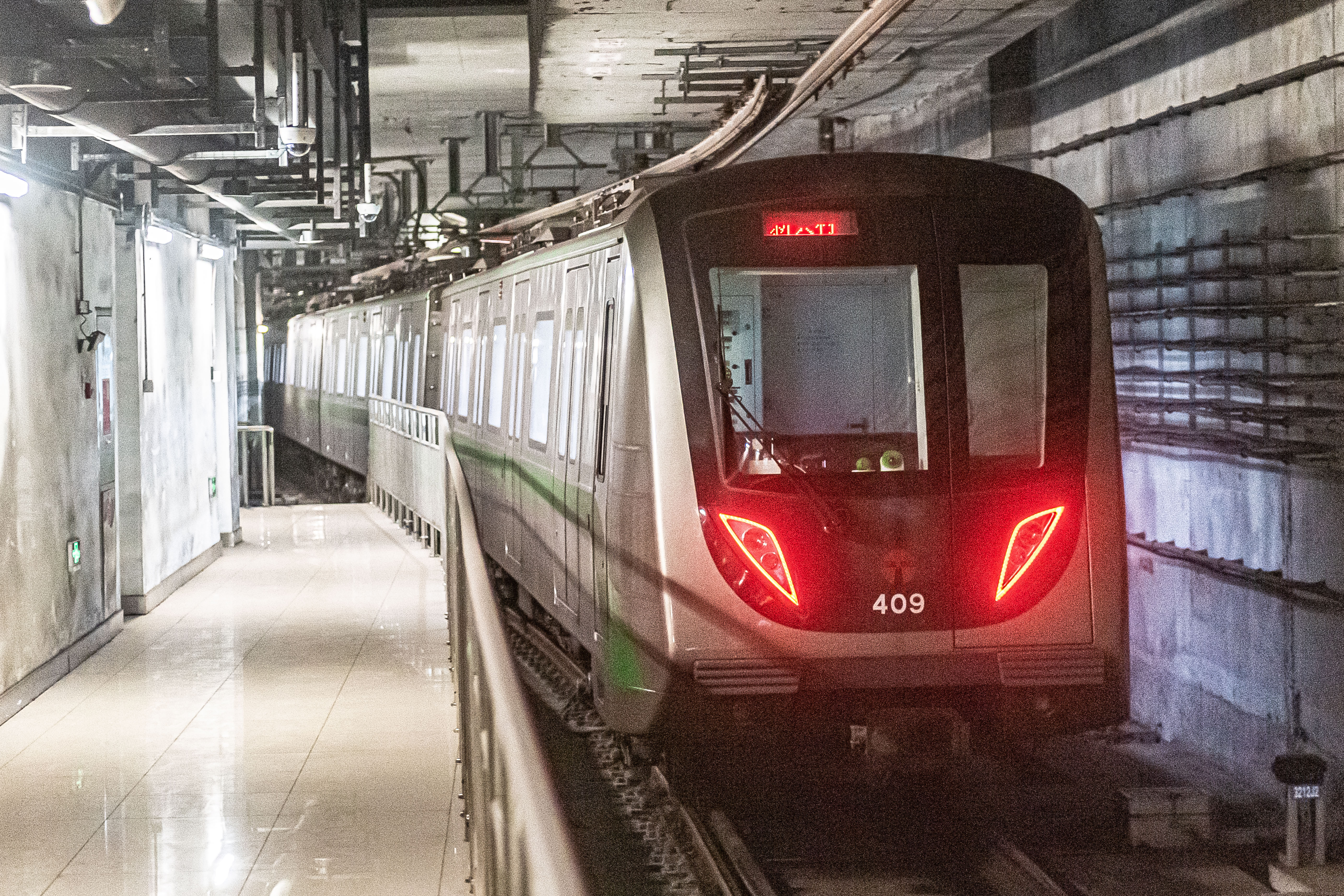
天津地铁4号线列车驶出新兴村站

天津地铁4号线北起北辰区双街，东至东丽区中国民航大学，全长40公里，共设36座车站，设2处车辆基地，总投资约为人民币222亿元。沿线主要途经小街、北仓、京津路、天泰路、天津西站、老城厢、和平路、解放北路、小白楼CBD、六纬路、河东新中心、民航大学等地区。设东南角站（换乘2号线），和平路(换乘3号线)，成林道站（换乘5号线），沙柳南路站（换乘10号线），民航大学等站。2009年4月17日，天津市地下铁道集团有限公司下发中标通知书确定中国铁建中铁上海设计院集团公司为天津地铁4号线的设计总体总包单位。2016年，4號線南段（一期）工程正式動工。4号线南段于2021年12月28日开通。
4号线北段北起北辰区小街，南至红桥区天津西站，全长约20公里，共设17座车站，设1处小街停车场。沿线主要途经北仓、京津路、白庙、西沽、天津西站等地区。2020年3月，4號線北段工程正式動工，除因东南角拆迁问题迟迟未能盾构的西站-河北大街段外，其餘車站于2025年7月8日开通。

### 5号线
天津地铁5号线于2012年开工建设，2018年10月22日开通试运营，是天津市快速轨道交通网中的南北线，工程总投资179.7亿元，北起北辰区双街，南至西青区梨园头，正线全长33.83公里，其中地下线32.76公里，地面线0.8公里。设双街停车场、梨园头车辆段及北辰科技园北站、张兴庄站（与3号线换乘）、金钟河大街站（与6号线换乘）、靖江路站（与2号线换乘）、直沽站（与9号线换乘）、下瓦房站（与1号线换乘）、文化中心站（与6号线换乘）、天津宾馆站（与六号线换乘）、肿瘤医院站（与六号线换乘）、李七庄南站28座车站，除李七庄南站为地面站外，其他的27座车站均为地下站。天津地铁5号线已于2018年10月22日开通试运营，其中北辰科技园北站2019年1月31日开通运营，李七庄南站2021年12月7日开通运营，京华东道站 于2024年9月28日开通运营，并与津静线贯通运营。

### 6号线

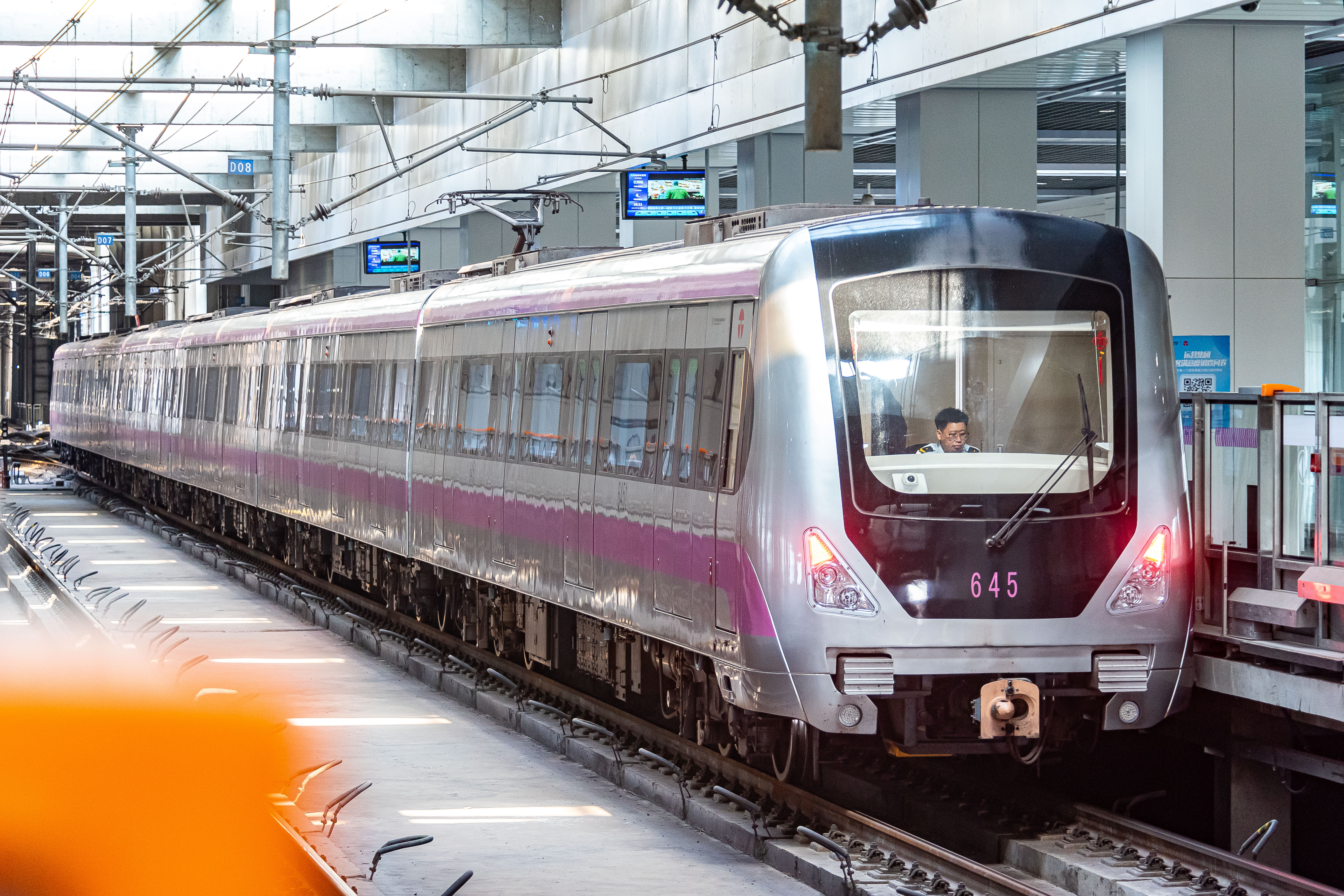
天津地铁6号线645号车组在南孙庄站准备折返

天津地铁6号线于2012年开工建设，一期线路正线全长45公里，工程总投资190.9亿元，是天津市快速轨道交通网中的南北骨干线路，途径天津北站、天津西站、长虹公园、动物园、天津市人民政府、天津市文化中心等地标。设金钟河大街站（与5号线换乘）、北站站（与3号线换乘）、西站（与1号线、4号线换乘）、长虹公园站（与2号线换乘）、红旗南路站（与3号线换乘）、肿瘤医院站（与5号线换乘）、天津宾馆站（与5号线换乘）、文化中心站（与5号线换乘）等车站。
2016年8月6日，天津地铁6号线一期率先开通长虹公园站、宜宾道站、鞍山西道站、天拖站、一中心医院站、红旗南路站、迎风道站、南翠屏站等8个站试运行，与2号线、3号线形成换乘。一期工程北段人民医院站至南孙庄站于2016年12月31日开通，共计26公里、24个车站投入运营。2018年4月26日，一期工程全线开通试运营（北运河站暂缓开通）。2021年12月28日，二期梅林路站至渌水道站开通运营。

### 8号线
天津地铁8号线南段以天津地铁6号线二期工程名义建设，设站9座，正线全长13.42千米，将由渌水道站向南延伸出外环至双港新家园地区，设渌水道站、双港站、景荷道站、景荔道站、天津大学北洋园校区站、海河教育园区站、南开大学津南校区站、和慧南路站、咸水沽西站，目前渌水道站至咸水沽西站以“6号线二期”名义独立运营，远期与8号线贯通。天津地铁6号线二期于2021年12月28日开通运营。

### 9号线

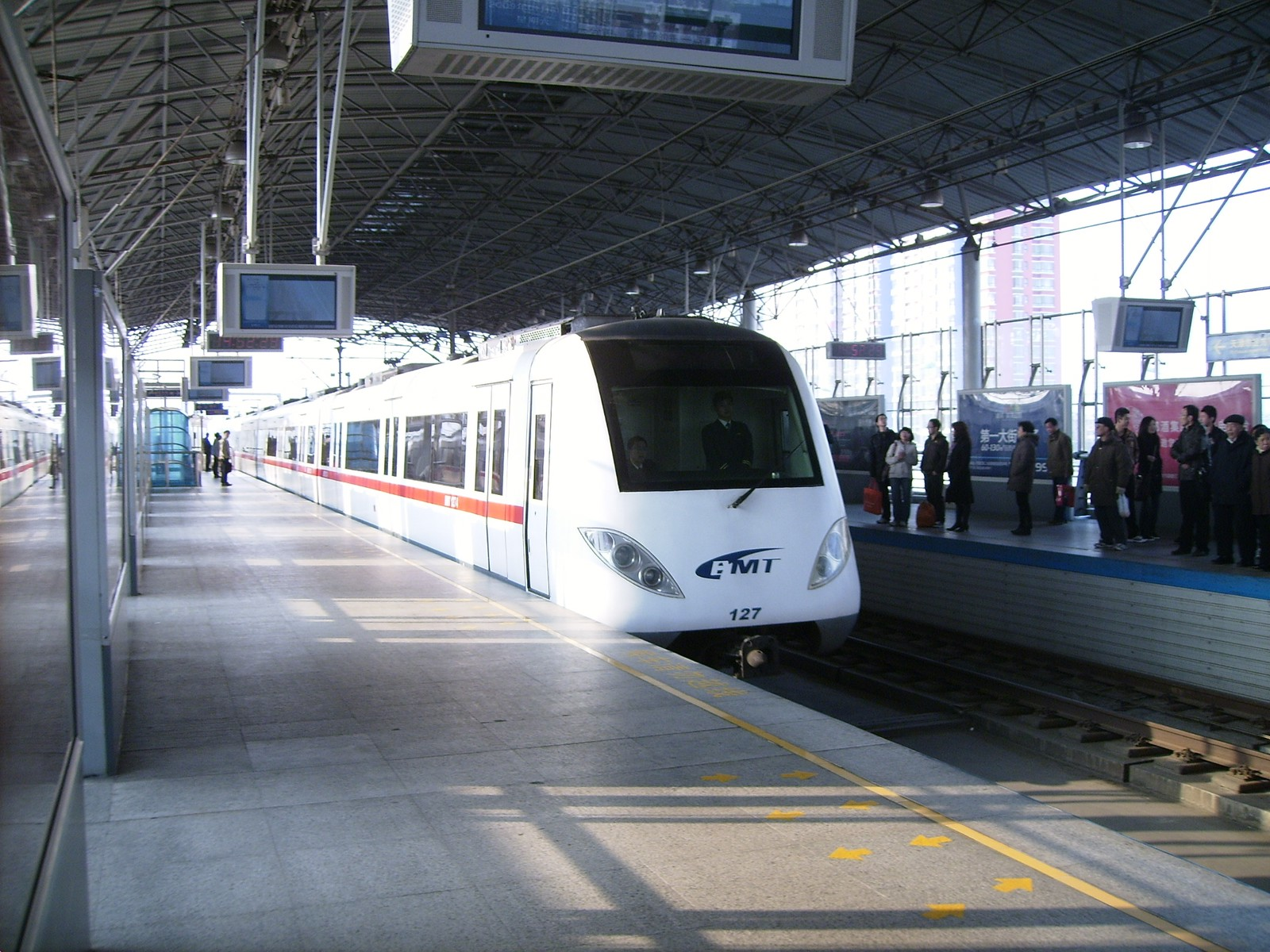
天津地铁9号线列车停靠在塘沽站

天津地铁9号线又称“津滨轻轨”，始建于2001年1月18日，一期工程于2004年3月28日开始试营运，全长52.759公里，是沟通天津中心城区和滨海新区的唯一骨干线路，途径天津站、中山门、塘沽城区、天津开发区、滨海新区行政文化中心、滨海国际会展中心等地标。全线共设天津站站、东海路站等19座车站（不含5个预留车站），其中，天津站站可换乘地铁2、3号线，直沽站可换乘5号线，泰达站可换乘与开发区导轨电车（已停运）。天津地铁9号线车辆采用长春轨道客车生产的四节编组车，设计最高时速为100公里/小时，车辆采用四辆编组，最高定员800人，一共備有38列电客車，實際運營使用投入37列，共计152辆(節)。
2015年8月13日，9号线因控制中心与东海路站在滨海新区爆炸事件中受损严重，暂停运营。同年12月14日，天津市决定，从12月16日起恢复地铁9号线的运营，运行区间为天津站至钢管公司站。2016年6月27日，恢复至市民广场站的运营。2016年12月31日，全线恢复运营。

### 10号线

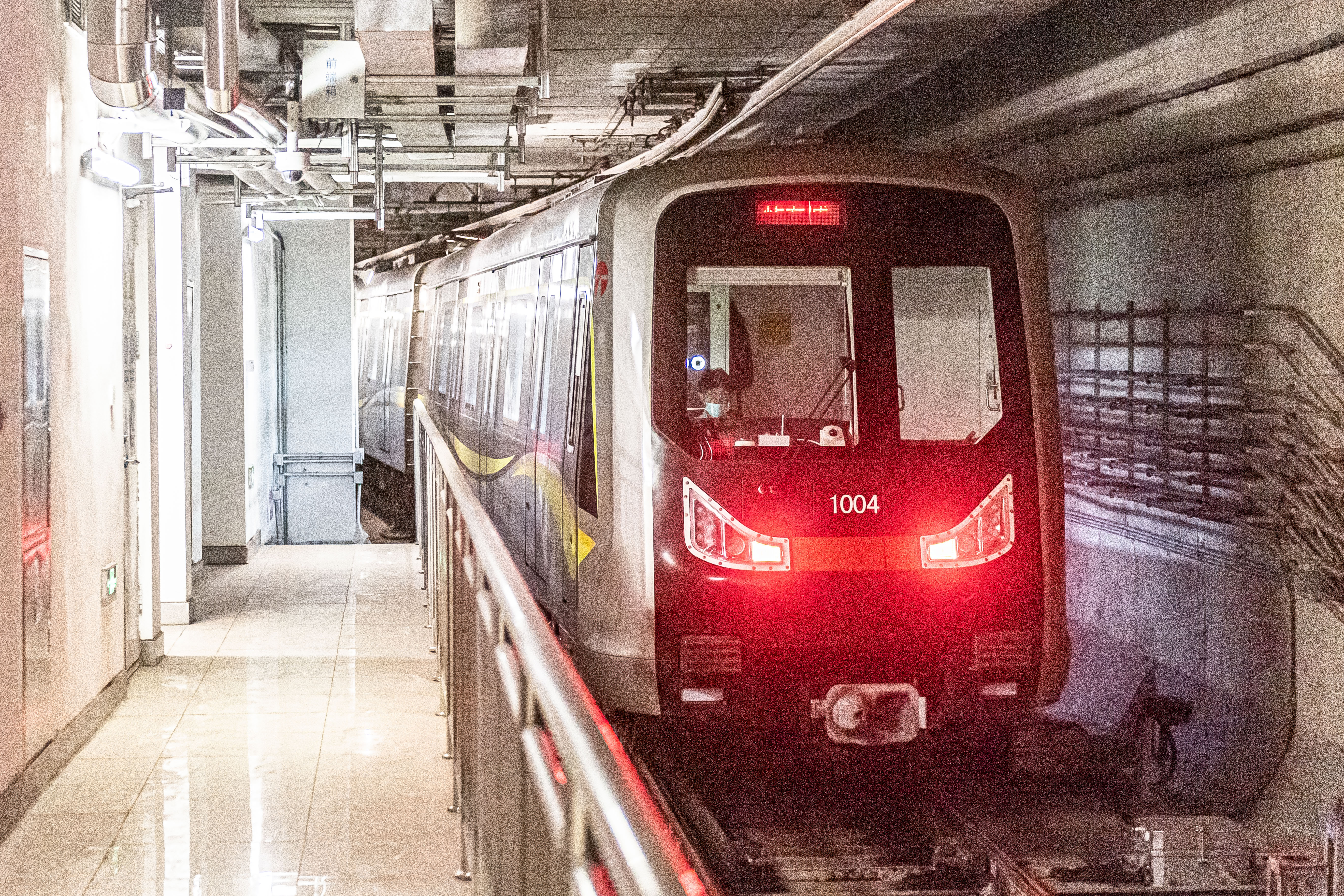
天津地铁10号线列车在屿东城站折返

天津地铁10号线南起西青区梨园头，北至北辰区银河风景区，是天津市快速轨道交通网中的东南半环外围填充线。一期首先实施南段于台站至屿东城站，南段正线全长21.20千米，共设车站20座。途径梨园头，富力津门湖居住区，珠江道，天津财经大学，柳林，万新村居住区，丽苑居住区等地。设于台站，瑶环路站，昌凌路站（换乘5号线），丽江道站（换乘7号线），江湾二支路站，友谊南路站，南珠桥站（换乘8号线），春海路站，玛钢厂站，微山路站，财经大学站（换乘1号线），柳林路站，环宇道站（换乘11号线），龙涵道站，方山道站，沙柳南路站（换乘4号线），万山道站，香山道站，崂山道站，屿东城站（换乘2号线）。天津地铁10号线一期2022年11月18日开通试运营。

### 11号线
天津地铁11号线一期工程南开区复康路与水上公园西路交口的水上公园西路站，东至东丽区津塘二线与六经路交口的东丽六经路站，串联复康路、八里台、儿童医院、友谊路、文化中心、新八大里地块、陈塘科技服务区、天钢柳林、新立示范镇、东丽开发区等客流集散点，线路全长22.6千米，设21座车站，均为地下站，设置七经路车辆段一座，总投资237.89亿元。11号线一期东段（东江道站至七经路车辆段）在2023年12月28日正式开通，西段（水上公园西路站至东江道站）于2024年12月28日开通运营。

### 津静线
津静线是天津首条开工建设的市域铁路，于2021年2月11日正式开工建设，2024年完工，在京华东道站与5号线贯通运营。静海市域铁路首开段（团泊医学园～京华东道）全长13.2km，已在2024年9月28日开通运营。

## 未来发展

### 在建线路

天津地铁在建与规划线路示意图，更新于2021年1月

| 線路名稱 | 線路名稱 | 区段名     | 起点站       | 终点站       | 長度（千米） | 车站数         | 车辆段/停车场 | 列车编组    | 预计开通时间 |
| -------- | -------- | ---------- | ------------ | ------------ | ------------ | -------------- | ------------- | ----------- | ------------ |
|          | 4号线    | 南段调整   | 西站         | 东南角       | 3.92         | 2              | -             | 6B (预留8B) | 2028年       |
|          | 7号线    | 一期南段   | 赛达路       | 鼓楼         | 20.055       | 15             | 大寺车辆段    | 6A          | 2025年       |
| 一期北段 | 7号线    | 鼓楼       | 喜峰道       | 6.47         | 6            | -              | 2028年        | 6A          |              |
|          | 8号线    | 一期市区段 | 绿水公园     | 渌水道       | 18.58        | 17             | -             | 6A          | 2026年       |
| 西延     | 8号线    | 中北镇     | 绿水公园     | 4.8          | 4            |                | -             | 6A          | 2026年       |
|          | 11号线   | 西延       | 文洁路       | 水上公园西路 | 3.84         | 3              | -             | 6B          | 2027年       |
|          | B1线     | 北段       | 欣嘉园东     | 新城一       | 31.28        | 21             | 黄港车辆段    | 6A          | 2026年       |
| 南段     | B1线     | 新城一     | 新城四       | 3            | 31.28        | 中部新城停车场 | 有待确定      | 6A          |              |
|          | Z2线     | 一期       | 滨海国际机场 | 北塘         | 39.16        | 14             | 华山道车辆段  | 6A          | 2027年       |
|          | Z4线     | 一期北段   | 营城街       | 北塘         | 43.7         | 10             | 汉沽车辆段    | 6A          | 2025年       |
| 一期南段 | Z4线     | 北塘       | 新城六       | 13           | 43.7         | 新城停车场     | 2026年        | 6A          |              |

#### 4号线南段调整工程
█ 4号线南段调整工程（又称中段）即河北大街-东南角段，受老城厢多座文物保护单位和东北角拆迁问题影响，规划走线已作出多次变更，2025年2月已着手施工设备进场。

#### 7号线
█ 7号线一期工程规划北起河北区喜峰道站至西青区赛达路站，全长26.47千米，沿线途经河北区、红桥区、南开区、和平区、河西区、西青区六个行政区，全线设地下车站21座，设置大寺车辆段一处，工程总投资269.2亿元。预计于2025年开通鼓楼-赛达路段。

#### 8号线
█ 8号线一期工程西起南开区绿水公园站，南至津南区渌水道站，为中心城区南部骨干线。正线线路全长18.54千米，共设17座车站，均为地下站。将与以6号线名义建设的渌水道至咸水沽西段贯通，并共用其在南开大学津南校区南侧地块设的车辆段1座。新建主变电站2座（其中1座已在6号线二期工程共建），控制中心接入华苑车辆段线网控制中心。
8号线西延将由绿水公园站延至中北镇站，设站4座，线路全长4.82km，于2021年2月11日开工建设，受制于六里台联络线进度，预计2026年开通运营。

#### 11号线西延
█ 11号线西延由水上公园西路站延至文洁路站，全长3.84公里，新增3座车站，分别为文洁路站、澄江路站、一中心医院站，于2021年2月11日开工建设。

#### B1线
█ B1线（滨铁1号线）北起欣嘉园地区，途经滨海西站、海洋高新区、塘沽老城区、开发区（原中心商务区），南至中部新城，线路全长31.6公里，设车站22座。首期实施北段，起自欣嘉园东站，终至滨海站（原于家堡站），长22.5公里，设车站15座（均为地下站）。预计2025年欣嘉园东站-塘沽站具备通车条件。天津大道站以南的中部新城段正在缓步推进，新城一站或将在2025年开工。

#### Z4线
█ Z4线（滨铁2号线）一期工程线路自汉沽汉蔡路至中部新城，全长42.4公里，设车站23座，其中地下车站12座，高架车站11座，地面站1座。预计2025年北段具备通车条件，2026年全线具备通车条件。

#### Z2线
█ Z2线（滨铁3号线）一期于2015年获得国家发展改革委批复，西起金钟河大街站，东至北塘站，线路全长约52km，设站17座。受制于机场西部走向地质调查信息不全问题，先期实施滨海国际机场-北塘段建设，预计2027年9月开通运营。

### 已批覆待建线路
| 線路名稱 | 線路名稱 | 区段名     | 起点站     | 终点站       | 長度（千米） | 车站数 | 车辆段/停车场 | 列车编组 | 预计开通时间 |
| -------- | -------- | ---------- | ---------- | ------------ | ------------ | ------ | ------------- | -------- | ------------ |
|          | 10号线   | 北延       | 嶼東城     | 魯山道       |              | 1      | -             | 6B       | 規劃中       |
|          | Z2线     | 一期後通段 | 金鍾河大街 | 滨海国际机场 | 13.26        | 3      | -             | 6A       | 規劃中       |

### 规划线路
截至2024年，因天津市被列入国务院办公厅《重点省份分类加强政府投资项目管理办法（试行）》12个严控地方债务的省份名单，以下规划线路近期全部暂缓开工。

#### 2号线东延
█ 2号线延伸工程西起滨海国际机场站，经天津滨海国际机场T3航站楼站，出站后线路向北逐步转入西二道，沿西二道至中心大道路口。线路全长4.5km，设站2座，分别为T3航站楼站和东二道站，空港经济区核心疏散功能由13号线代替。

#### 6号线调整段
█ 6号线调整段将由渌水道站延至南马集站，设淇水道站和南马集站，线路全长3km。

#### 10号线二期
█ 10号线二期分为南延和北延，其中南延将由于台站延至梨园头车辆段北侧，设站1座，线路全长1.52km；北延将由屿东城站延伸至南淀，设站2座，线路全长3.325km，鲁山道站已完成环评第一次公示。

#### 12号线
█ 12号线规划北起北辰区北仓，南至津南区大寺，設站38座。

#### 13号线
█ 13号线一期南起南丰路站，北至东九道站，一期线路全长约28.4km，设站19座。地铁13号线也是空港经济区核心疏散功能线路之一。

#### 14号线
█ 14号线规划西起北辰区双青，东至东丽区滨海国际机场。

#### 15号线
█ 15号线规划为和10号线对称的市区地铁西北半环线。

#### B2线
█ B2线

#### B3线
█ B3线

#### Z1线
█ Z1线又称天津市域铁路津滨线，是天津轨道交通规划线路之一。目前，天津地铁Z1线规划全长为115公里，沿线经过子牙产业园、静海新城、团泊新城、天津南站、天津文化中心、天钢柳林地区、海河教育园区、津南新城、葛沽、响螺湾商务区、于家堡金融区等区域。

#### 津宁线
█ 津宁线是一条规划中的线路，线路起于宁河新城，经宁河经济开发区、七里海镇、北淮淀镇、未来科技城，出支线接入北辰站，主线经东丽湖接入Z2线经三路站。目前已纳入《京津冀协同发展交通一体化规划（2019-2035年）》。

#### 津武线
█ 津武线又称通武廊市域铁路，是一条规划中的线路。线路全长约90千米，天津境内55千米，总投资约300亿元。目前已被国家发改委与交通运输部纳入京津冀协同发展交通一体化规划。线路于北辰科技园北站接驳天津地铁5号线，向北經武清、廊坊后，在亦庄东站与北京地鐵相連，實行“軌道建制、公交出行”的方式，時速不超過160千米。

#### 津港线
█ 津港线

#### 宁武线
█ 宁武线

#### 双湖线
█ 双湖线

## 设施

### 车辆

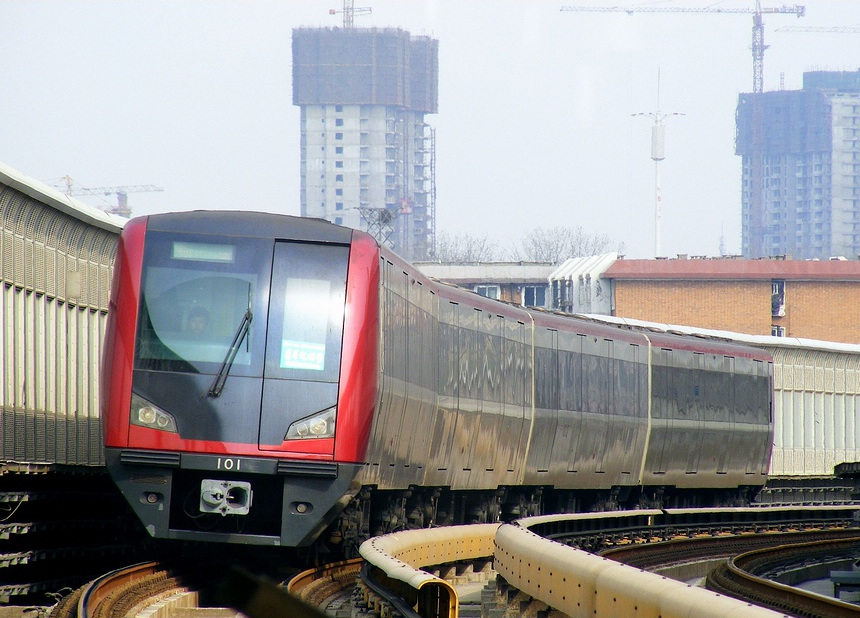
扩编之前的天津地铁一号线101车组

天津地铁一号线采用由长春轨道客车制造的天津地铁DKZ9型电动车组，为非标准B型车设计，出厂时分4节和6节编组，整车型号为DKZ9，动车型号为DK55、56，拖车型号为DK57、62，采用第三轨受电。目前1号线4节编组列车已经全部扩编至6节，新造第3、4节车辆由唐山轨道客车有限责任公司提供。天津地鐵2號線列車采用标准B型车设计，车辆由北车大连机车车辆制造，全部为6节编组，采用第三轨受电。天津地鐵3號線列車采用标准B型车设计，车辆由南车四方机车车辆制造，全部为6节编组，采用第三轨受电。天津地铁9号线采用由长春轨道客车制造的DKZ7型电动车组，全部为4节编组，采用接触网受电。改造前的天津地铁使用长春客车厂产DK3、DK8A、DK12型电动客车；北京地铁车辆厂产BD4、BD8型电动客车；日本东急车辆制造株式会社制造（中国长春客车厂负责散件组装）的TJH-1000型电动客车。现除BD8型客车转配北京地铁13号线（编号H3031-3033，已退役）外，其余车辆已于2001年底天津地铁停运改造后退役。

### 车站

#### 站厅层

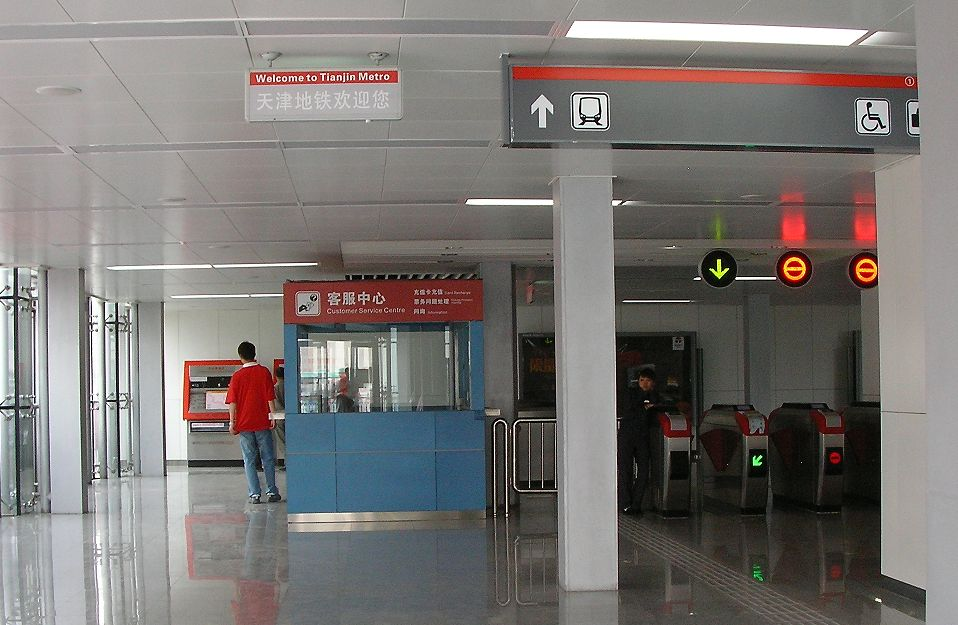
天津地铁1号线西南角站的客服中心

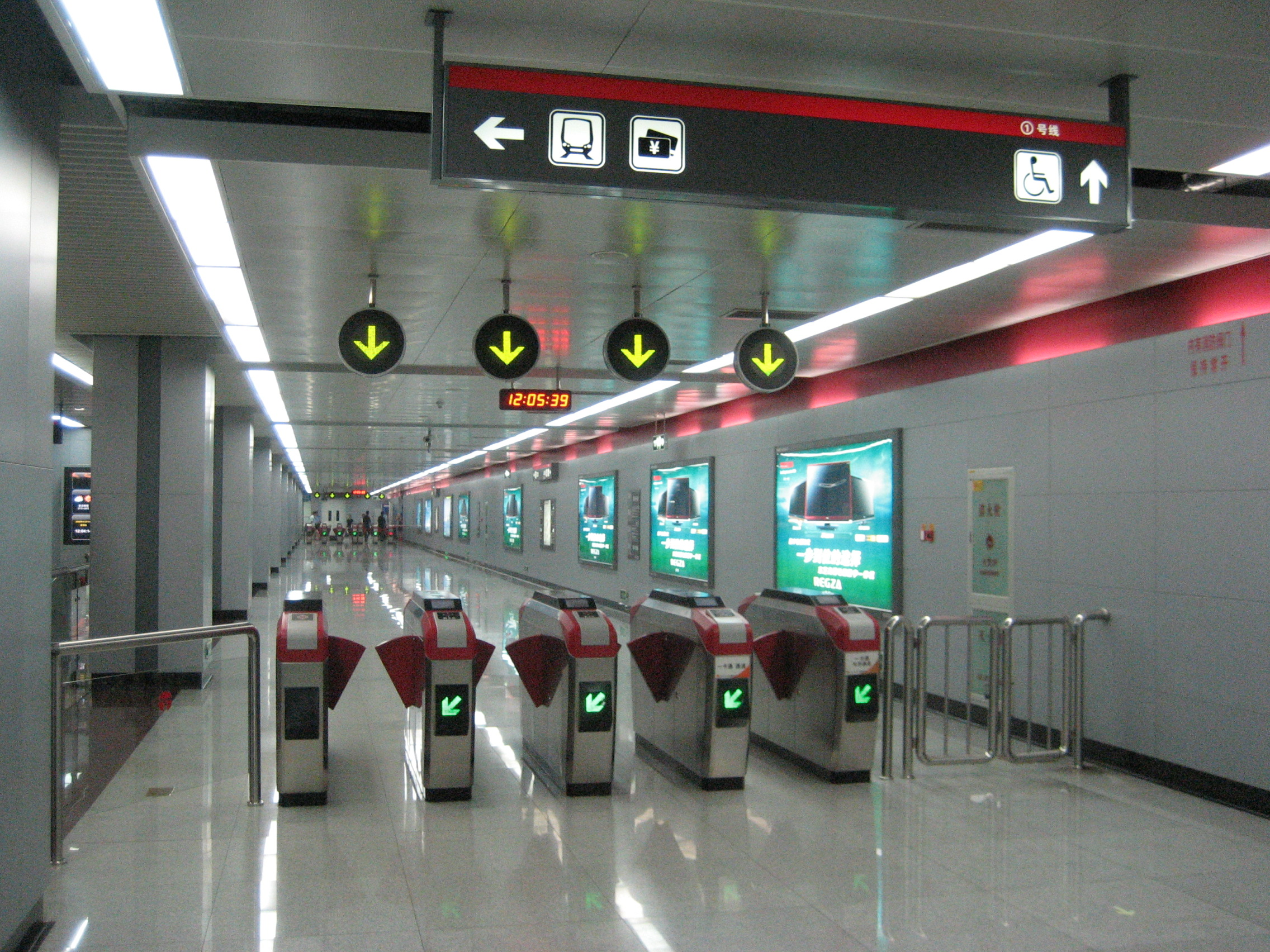
天津地铁1号线驗票的閘機

天津地铁在站厅层内设有客服中心、自动售票机和验票机、自动取款机等以及公告牌等设施。
客服中心提供问询、售卖储值票及城市一卡通、为储值票及城市一卡通充值、车票分析、车票退换、车票更新处理等问题。自动售票机采取触摸操作，同时具有售卖单程票和为储值票充值的功能：单程票每次最多能购买9张，可用现金或储值IC卡付费。为储值票充值时，应先插入储值票，自动售票机经分析后会显示出当前储值票最近的消费和储值记录，然后选择充值金额、放入纸币即可完成充值。
另外，部分站厅层内设有平安银行自助设备，为乘客提供服务。目前，平安银行在1号线的22个站点配备自动取款机，在佳园里、西站、西南角、营口道、财经大学5个站点配备查询机，在西站、小白楼站设立两家自助银行。

#### 站台层
出于安全及其他原因，天津地铁1号线在沿线各站站台上安装了半高安全门。而2、3、9号线等线路的地下车站也安装了全高安全门，高架车站和地面车站安装了半高安全门。站台层也设有紧急停车按钮等安全装置，此外在站台内还设有等离子电视、电子时钟（暂仅1、9号线部分站点保留）、IC卡电话及地铁车站周边街区图。等离子电视播放着乘坐提示及广告，同时提示下次列车的终点站、等候时间及编组情况；而车站周边的街区地图则方便乘客预览周边信息，选择最合适的出口出站。

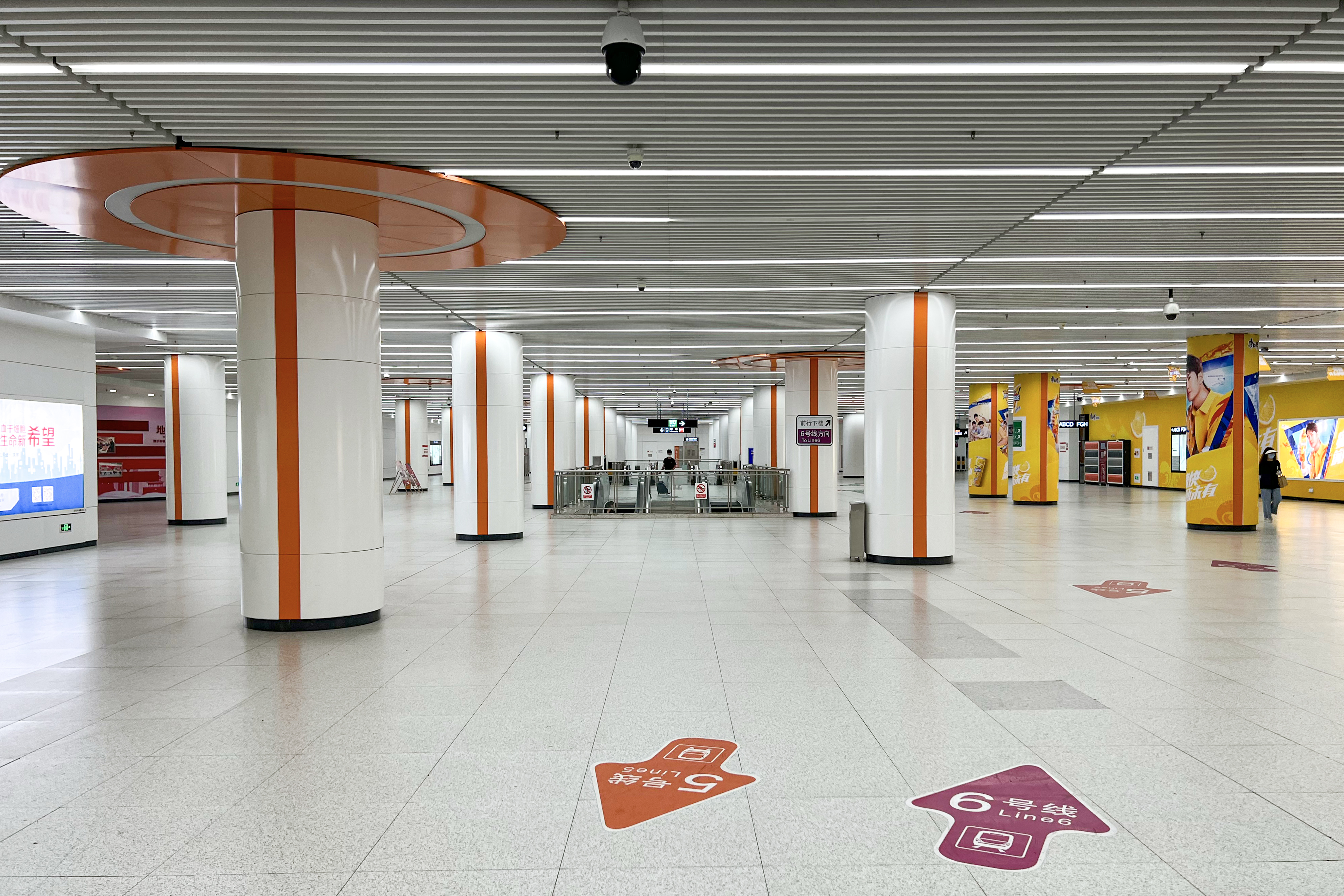
天津地铁5号线、6号线文化中心站站厅

#### 导向标识
天津地铁在车站内设有由大量导向和疏散标志组成的导向系统。导向系统可以使乘客在方便、快捷、舒适而明确的情况下到达目的地，并具有指示“进与出，来与去，地面与地下，方向与位置，直达与换乘，安全与自救”的功能。乘客在搭乘地铁的时候，也应注意这些标志，在发生紧急情况的时候可以听从工作人员的指挥并根据它们的指引，进行自救。同时，为配合导向系统，地铁站内设有换向通道、自动扶梯及可直达站台的残疾人专用直梯，帮助乘客更方便、更快捷、更舒适的搭乘地铁。

### 免费刊物
2009年，天津日报集团下属的《城市快报》成为天津地铁的指定刊物。2010年2月1日起，《城市快报》开始在天津地铁内免费发放。

## 车票
天津地铁实行分段计程票制，市区线路（即除中山门到东海路以外车站）全程票价5元：乘坐1至4站，票价2元；乘坐5至9站，票价3元；乘坐10至15站票价4元；乘坐16站或以上的票价为5元。乘客从进入付费区开始，须在180分钟内搭乘完地铁，否则车票作超时处理。超时须按最高单程票价付费更新。目前最高票價封頂為11元(含9号线)，1、2、3、5、6、9號线（天津站站至中山門站）最高票價為5元。
而在中山门到东海路区间则按照里程计价，运价费率为每千米0.13元，起步价为2元，折合票价2元至6元不等。
地铁车资可使用单程票、储值票及城市一卡通付费，其中储值票包括普通储值票、学生优惠票、老人优惠票、地鐵特惠票（全部可以使用全程8.1折）和乘次票（已停用）5种。

### 单程票
天津地铁单程票采用代币式设计，颜色为绿色，此车票适用于天津地铁全部线路（包括9号线）。9号线曾使用磁性车票，但也已于2010年11月更换为代币（token）车票。在与天津地铁其他线路联网前使用蓝色、紫色、黄色、绿色等颜色的代币单程票，联网后统一改为绿色单程票。
单程票适用于临时乘坐地铁的乘客，可使用站厅中设置的自动售票机购买，单次最多购票9张。单程票仅限在车票发售当天有效，一次性使用，单程票为国有资产，乘客出站时单程票将通过闸机进行回收。入闸后至多有240分钟的乘车时限，未在规定时限内通过闸机验票出站的，须按照最低单程票票价金额加收超时费用。

### 手机购票
2018年2月天津轨道交通互联网售取票机逐步在2、3、6号线投入使用，接入微信和支付宝等手机支付，并解决了这些线路之前不能充值城市一卡通的问题。后，天津地铁在各站点自动售票机支持了微信、支付宝、银联云闪付（二维码）等付款方式。

### 刷码乘车
为方便市民出行，提升出行效率，天津地铁对检票闸机进行改造，新增二维码识别器，并推出“天津地铁”APP。使用“天津地铁”APP购票免排队、免押金。首次使用需实名认证即绑定银联卡和支付宝，随后也支持绑定微信支付。
后续为推广刷码乘车，天津地铁方面更分多次推行了使用app乘车码搭乘地铁的大力折扣活动，包括“指定时间全日票价1.8”，“工作日离峰七折”等优惠。

### 城市一卡通
天津城市一卡通是具有具有多种付费功能的非接触式IC卡，可以在地铁，轻轨，公交，有轨电车，出租车，自来水等多方面使用。自2006年12月28日，城市一卡通开始在地铁1号线投入使用。持城市一卡通乘车可享受9折优惠。目前可在1、2、4、5、6、8、9、10号线站厅客服中心充值，2、3、5号线部分车站设有城市卡自助充值机，您可在自助充值机进行购卡、充值、拍卡等操作，使用自助充值机充值时可以使用微信支付和支付宝支付。此外，充值金额必须是10元的整倍数。
符合交通联合标准的公交卡，亦可在天津地铁全部线路上使用。天津地铁也支持银联手机闪付（NFC）.

### 优惠票
天津地铁的优惠票种有学生票、老人票和地铁特惠票等票种。凡全日制中小学校、中专、技工及职业学校学生凭学生证及学校开具的证明信可购买学生票，持学生票乘车享受7折优惠。60周岁至69周岁的老人凭《天津市老年优待证》（绿色）购买老人票，乘车享受8折优惠；70周岁及以上的老人凭《天津市老年优待证》（紫红色）购买老年票，乘车享受7折优惠。地铁特惠票由天津轨道交通集团（TRT）发行，81折，100元票款，20工本费（不退还），可在地鐵各线路內反復使用、充值，但不能在9号线进行充值。
2006年12月8日，天津地铁1号线曾推出过半价票、乘次票和集团票三种优惠票。2012年5月15日起，乘次票不再接受充值，卡内剩余乘次使用完毕后，2012年6月16日起，乘次卡转为普通城市卡使用，乘次功能作废。

### 免费乘车
残疾军人持《中华人民共和国残疾军人证》、因公致残的人民警察持《中华人民共和国伤残人民警察证》、残疾人持《中华人民共和国残疾人证》、离休老干部持《中华人民共和国老干部离休荣誉证》或《中国人民共和国解放军离休干部荣誉证》，可以免费乘坐地铁。每位成年人可免费带领2名身高1.3米以下的儿童，超过的人数应购买相应的车票。

### 普通储值票
储值票可以反复使用，适用于经常乘坐地铁的乘客，每次车程的车资在乘客出站通过闸机时从储值票余额中扣除。储值票一年内不使用视为过期，过期的储值票可到车站客服中心办理免费更新手续。持普通储值票乘车享受9折优惠。天津地铁普通储值票已于2010年12月1日起停止使用，被天津城市一卡通所取代。

### 一日票与三日票
2019年3月21日起，天津轨道交通发行了一日票（15元）与三日票（40元），一日票可在首次使用后24小时内无限次入闸，三日票则是72小时。日票仅限一人使用，不可多人同时使用。此外，日票虽无限次使用，但两次入闸的间隔需大于5分钟，无法短时间内多次进站；单次入闸后不得停留超过240分钟。车票有效期以入闸时间为准，若出闸时车票已经过期，只要最后一次的乘车耗时不超过240分钟，乘客依然可顺利出闸。日票不回收，不办理挂失、换票、退票、续用等手续。

## 营运公司
2014年7月，天津市地下铁道集团有限公司和天津滨海快速交通发展有限公司合并重组为天津轨道交通集团有限公司，集团下设天津市地下铁道运营有限公司与天津滨海快速交通发展有限公司分别运营各条线路，其中地铁运营公司车务一中心运营1号线、3号线，车务二中心运营2号线、6号线，滨海快速公司车务中心运营5号线、9号线（津滨轻轨）；2019年1月1日，天津市地下铁道运营有限公司与滨海快速公司合并运营业务成立天津轨道交通运营集团有限公司，地铁运营公司原有车务一中心、车务二中心不变，滨海快速公司车务中心变为车务三中心。2021年，各车务中心更名为运营中心。
- 天津轨道交通运营集团有限公司
  - 车务一中心（天津致新轨道交通运营有限公司）： █ 1号线、 █ 3号线、 █ 4号线（受委托运营）
  - 运营二中心（天津致诚轨道交通运营有限公司）： █ 2号线、 █ 6号线、 █ 10号线
  - 运营三中心（天津致远轨道交通运营有限公司）： █ 5号线、 █ 9号线、 █ 津静线
- 中国铁道建筑集团有限公司
  - 天津一号线轨道交通运营有限公司： █ 1号线（曾由车务一中心营运）、 █ 8号线
- 神州高铁轨道交通运营管理有限公司
  - 神铁二号线（天津）轨道交通运营有限公司： █ 2号线（曾由车务二中心营运）
- 中国交通建设股份有限公司
  - 天津三号线轨道交通运营有限公司： █ 3号线（曾由车务一中心营运）
  - 中交轨道交通运营有限公司： █ 11号线
- 中国中铁股份有限公司
  - 中铁（天津）轨道交通投资建设有限公司： █ 4号线（目前委托天津致新轨道交通运营有限公司实际运营）

## 争议

### 腐败案件
天津地铁曾经发生过一起重大腐败案件，并在一定程度上影响了天津地铁的建设进度。2008年，原天津市地下铁道总公司党委书记王春清向中共中央纪律检查委员会检举地铁公司总经理高怀志涉嫌贪污腐败后，高怀志在被中纪委监察部第六纪检监察室“双规”期间又检举了王春清涉嫌贪污腐败的一起贪腐高官互相举报最终导致双双“落马”并被捕的戏剧性腐败大案。此案被业内人士称之为天津地铁系统的“一号腐败大案”。因为此案件导火索是领导干部“狗咬狗”式的举报，又牵涉天津市检察长李宝金的情妇、“干女儿”王小毛且涉案金额重大，引发了社会的广泛讨论与关注。日后，“天津地铁腐败案”被拍摄成反腐倡廉警示教育纪录片——《国企反腐警示录》。

### 站名翻译问题

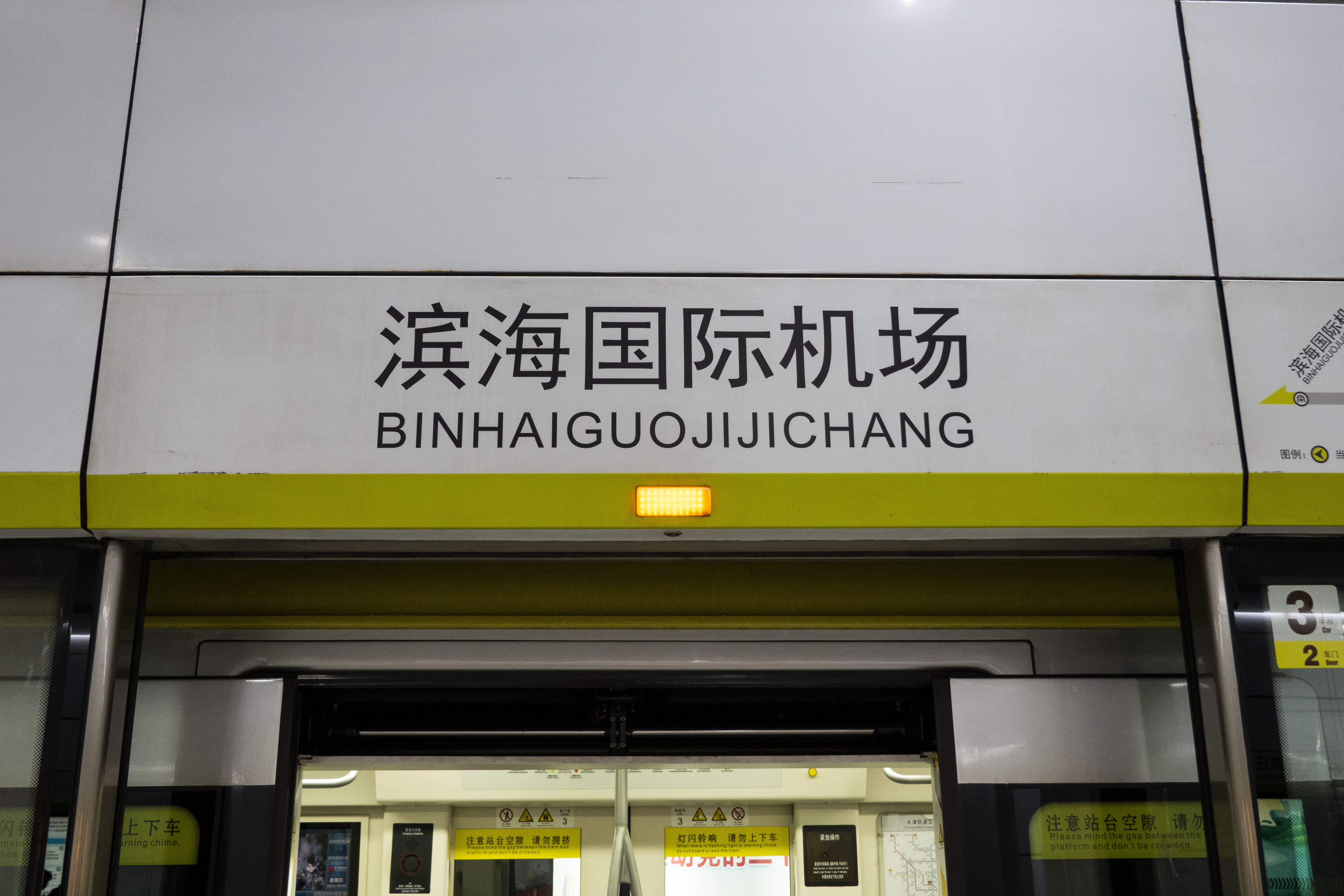
滨海国际机场站的全大写拼音标注

天津地铁曾经以英文名称翻译各车站，例如财经大学译为“Tianjin University of Economics and Finance”，但在2012年地铁2号线通车前夕地铁集团将地铁报站及标注统一为汉语拼音，在线路图上采用全大写拼音标注，且没有连字符，部分旅客认为这种注音方法过于本地化，尤其在天津站及滨海国际机场等旅客众多的场所依然使用拼音，影响了天津市的国际形象。与此同时，9号线2016年前开通的车站依然保留英文翻译标识，导致天津站同时存在英文和拼音两种标识；2号线广播中滨海国际机场站采用英文翻译，而所有导视牌上仍采用拼音，亦被批评造成混乱。但天津市交通运输委员会解释称，地铁站名与注音均由市地名办的规定执行，没有变更的计划。部分站厅的出入口的“地铁周边信息”图也部分存在着英文翻译不准、不符合规范的问题。

### 负责人被免职
2018年8月30日，天津日报报道称天津轨道交通集团原党委书记、原董事长苗玉刚，原党委副书记、原总经理刘玉琦因不作为不担当问题被天津市市委问责，免去相关职务。苗玉刚被问责的原因中包括：轨道交通集团主业发展缓慢，与其他城市相比，地铁建设规模和发展速度均有明显差距；企业意识淡漠，思维观念僵化落后，没有积极闯市场、以我为主灵活配置资源的魄力，没有及时利用新的融资方式加快轨道交通建设，错失发展良机。刘玉琦被问责的原因包括：习惯工作推着走，缺乏超前谋划和总体统筹，项目建设周期不断延长，建设费用急剧扩大；轨道运营管理不善，成本控制不力，资源利用效益差，没有盘活优质地铁资源。2020年9月21日，苗玉刚涉嫌严重违纪违法接受纪律审查和监察调查。